# Neurigona hachaensis
Neurigona hachaensis är en tvåvingeart som beskrevs av Stefan Naglis 2003. Neurigona hachaensis ingår i släktet Neurigona och familjen styltflugor.
Artens utbredningsområde är Costa Rica. Inga underarter finns listade i Catalogue of Life.